# Tim Swinson
Pas d'image ? Cliquez ici

a Compétitions nationales et continentales officielles uniquement.

b Matchs officiels uniquement.
Dernière mise à jour le 20 juillet 2023.
Timothy James Montagu Swinson dit « Tim Swinson », né le 17 février 1987 à Londres (Angleterre), est un joueur international écossais de rugby à XV évoluant principalement au poste de deuxième ligne (1,95 m pour 116 kg).

## Carrière

### En club
Tim Swinson est formé aux Newcastle Falcons, où il joue cinq saisons avant de rejoindre les Glasgow Warriors pour la saison 2012-2013.
Il remporte le Pro12 en 2015 avec les Glasgow Warriors.
Il annonce mettre un terme à sa carrière en 2020. Néanmoins, il sort de sa retraite peu de temps après pour rejoindre le club anglais des Saracens, qui vient d'être relégué en RFU Championship. Il participe à la remontée immédiate du club en Premiership, puis prolonge encore sa carrière pour une saison de plus.
Après la saison 2021-2022, où il dispute vingt-quatre rencontres, dont vingt en tant que titulaire, il annonce prendre définitivement sa retraite.

### En équipe nationale
Il a obtenu sa première cape internationale le 15 juin 2013 à l’occasion d’un match contre l'équipe d'Afrique du Sud à Nelspruit (Afrique du Sud).

## Palmarès

### En club
- Finaliste de la Coupe anglo-galloise en 2011 avec les Newcastle Falcons.
- Finaliste du Pro12/14 en 2014 et en 2019 avec les Glasgow Warriors.
- Vainqueur du Pro12 en 2015 avec les Glasgow Warriors.
- Vainqueur du Championnat d'Angleterre de 2e division en 2021 avec les Saracens.

## Statistiques en équipe nationale
- 38 sélections (10 fois titulaire, 25 fois remplaçant)
- 5 points (1 essai)
- Sélections par année : 3 en 2013, 6 en 2014, 8 en 2015, 8 en 2016, 8 en 2017, 5 en 2018
- Tournois des Six Nations disputés : 2014, 2015, 2016, 2017, 2018

En Coupe du monde :
- 2015 : 4 sélections (États-Unis, Afrique du Sud, Samoa, Australie)